# Roger Scotti
Pour les articles homonymes, voir Scotti.
Roger Scotti, ou Roger Félix Louis Scotti, né le 29 juillet 1925 à Marseille et mort le 12 décembre 2001 dans cette même ville, est un footballeur international français. Il évoluait au poste de milieu offensif.

## Biographie
Il effectue toute sa carrière sportive à l'Olympique de Marseille, détenant par la même occasion le record du nombre de matchs disputés sous les couleurs olympienne : 452 matchs toutes compétitions confondues. Soit 452 matches, un temps de Jeu de 40 857 minutes jouées pour 66 Buts. Un Record qui sera battu par la suite par Steve Mandanda.  
Il est le père de Jean-Claude Scotti qui évolua dans le même club de 1964 à 1970. 
Il joue son premier match en équipe de France le 1er novembre 1950 en amical face à la Belgique. Il reçoit sa seconde et dernière sélection le 7 octobre 1956 contre la Hongrie, toujours en amical.

## Palmarès
Olympique de Marseille
- Championnat de France (1) :
  - Vainqueur : 1948.
- Coupe de France (1) :
  - Vainqueur : 1943.
  - Finaliste : 1954.

- Coupe Charles Drago (1) : 
  - Vainqueur : 1957.
- 2ème joueur le plus capé de l'histoire de l'Olympique de Marseille.